# La terra dei senza legge
La terra dei senza legge (Badman's Territory) è un film western del 1946 diretto da Tim Whelan.

## Trama
A causa di una svista, una commissione incaricata di tracciare il confine tra Stati Uniti e Messico, omette di assegnare un lembo di territorio che, non appartenendo né all'uno né all’altro Paese, rimane privo di ordinamento giuridico e diviene meta e rifugio di fuorilegge che vi operano impunemente.
Henryetta Alcott, una determinata giornalista interpretata da Ann Richards, si impegna a promuovere l’annessione del territorio agli Stati Uniti. Allo scopo, si allea con l’ex sceriffo Mark Rowley (Randolph Scott), ingiustamente accusato di aver favorito dei criminali. Insieme, i due riusciranno a portare l’ordine e la legalità nel territorio e lo sceriffo potrà riabilitare la propria reputazione. Il film si conclude con un lieto fine che vede i due protagonisti convolare a nozze.

## Produzione
La pellicola è stata prodotta dalla RKO Radio Pictures, una delle maggiori case di produzione cinematografica americane dell'epoca, cui si devono, tra gli altri, numerosi film western e d’azione. Il produttore Nat Holt ha operato insieme a Jack J. Gross, quest’ultimo nelle vesti di produttore esecutivo. La sceneggiatura è stata affidata agli esperti Jack Natteford e Luci Ward e la regia curata dal versatile Tim Whelan.

## Sequel
1948 - Gli avvoltoi (Return of the Bad Men) di Ray Enright.